# مونیکا گونزالس (فوتبال)
مونیکا گونزالس (انگلیسی: Mónica González؛ زادهٔ ۱۰ اکتبر ۱۹۷۸) بازیکن فوتبال اهل مکزیک است.
از باشگاه‌هایی که در آن بازی کرده‌است می‌توان به بوستون بریکرز اشاره کرد.
وی همچنین در تیم ملی فوتبال زنان مکزیک بازی کرده‌است.